# I Am Divine
Pour plus de détails, voir Fiche technique et Distribution.
I Am Divine est un documentaire réalisé par Jeffrey Schwarz en 2013 sur la vie et le travail de Divine (né Harris Glenn Milstead), acteur fétiche de John Waters et chanteur drag queen américain.

## Synopsis
Le documentaire retrace la vie de Glenn Milstead, dont le personnage de Divine a été sacré « plus belle femme du monde ». Petit garçon timide, jeune homme complexé, il découvre les bars gays puis le travestissement. Un voisin passionné de cinéma, John Waters, le fait tourner dans ses premiers films. Avec ses amis habilleur et maquilleur, Milstead crée le personnage excessif et scandaleux de Divine qu'il interprète dans les films Mondo Trasho, Multiple Maniacs et Pink Flamingos. À la fin des années 1970, il se lance dans la chanson et fait plusieurs tournées aux États-Unis et en Europe. Il revient au cinéma en 1981 avec Polyester, puis dans Lust in the Dust de Paul Bartel et Wanda's Café. Peu après le succès de Hairspray, il meurt d'une crise cardiaque dans son sommeil.

## Distribution
- John Waters
- Tab Hunter
- Mink Stole
- Ricki Lake
- Susan Lowe
- Mary Vivian Pearce
- George Figgs
- Bruce Vilanch
- Lisa Jane Persky
- David DeCoteau
- Tammie Brown
- Michael Musto

Images d'archive
- Divine
- David Lochary
- Edith Massey
- Leo Ford
- Van Smith
- Tally Brown
- George Masters